# 801 Helwerthia
801 Helwerthia eller 1915 WQ är en asteroid i huvudbältet, som upptäcktes 20 mars 1915 av den tyske astronomen Max Wolf i Heidelberg. Den är uppkallad efter upptäckarens mor, Elise Helwerth-Wolf.
Asteroiden har en diameter på ungefär 32 kilometer och den tillhör asteroidgruppen Eunomia.